# Andrew Fleming
Andrew Fleming (ur. 14 marca 1963) – amerykański reżyser, scenarzysta i producent telewizyjny i filmowy.

## Życiorys
Urodził się w rodzinie pochodzenia irlandzkiego. Jego rodzice również zajmowali się filmem. W wieku dziecięcym pojawił się w programach telewizyjnych i różnych reklamach. Ukończył szkołę filmową przy Uniwersytecie Nowojorskim. Trenował technikę Meisnera przez dwa lata u Joanne Baron.
Jest otwarcie deklarującym się gejem. Swój film – komediodramat Idealny dom (Ideal Home, 2018) z udziałem Paula Rudda, Steve’a Coogana i Alison Pill – oparł na własnych doświadczeniach jako homoseksualny rodzic przy pomaganiu w wychowywaniu syna swojego partnera

## Dorobek twórczy (wybór)
- Nocne koszmary (Bad Dreams, 1988) – reżyseria, scenariusz
- Ich troje (Threesome, 1994) – reżyseria, scenariusz
- Szkoła czarownic (The Craft, 1996) – reżyseria, scenariusz
- Dick (1999) – reżyseria, scenariusz
- Grosse Pointe (2000) – reżyseria poszczególnych odcinków serialu
- Teściowie (The In-Laws, 2003) – reżyseria
- Nancy Drew i tajemnice Hollywood (Nancy Drew, 2007) – reżyseria, scenariusz
- Hamlet 2 (2008) – reżyseria, scenariusz
- Barefoot (2014) – reżyseria